# 田中哲朗 (シンガーソングライター)
田中 哲朗（たなか てつろう、1948年3月9日 - ）は、日本のシンガーソングライター。

## 概要
1969年に沖電気工業株式会社入社、八王子事業所に配属される。
労働組合組合員として会社の労務政策を批判し続けたところ左遷命令が出されたが、これを拒否。すると1981年に解雇通告を受けた。
その後は同社八王子工場の門前で毎朝30分間、企業ファシズムを批判する内容を歌う抗議行動を20年以上繰り返している。また解雇された日にちなみ、毎月29日には終日の座り込み行動を実施している。
20年以上に渡り毎朝門前で演奏をしているため、八王子市民の間では知名度は高い。
2005年、「第17回多田謡子反権力人権基金」の授与を受ける。

## 経歴
- 1948年 福岡県遠賀郡水巻町生まれ。
- 1969年 国立宇部工業高等専門学校卒業。
- 1969年 沖電気工業株式会社に入社。LSI設計部に勤務する。マンドリンクラブ部長としても活動。
- 1981年 営業への異動辞令が発令されたものの拒否したため解雇される。同年八王子地裁に解雇無効を求め提訴。翌日から毎朝沖電気正門前に立ち、自作の歌を歌うなどを通して抗議を続け現在に至る。自宅でギター教室を開業。
- 1987年 指名解雇争議和解。田中にも金銭解決案が示されるが「会社が非を認めたことにならない」と拒否。
- 1992年 第16回参議院議員通常選挙に東京都選挙区から無所属で立候補するも落選。
- 1995年 解雇無効について最高裁上告棄却、敗訴[要出典]。
- 2005年12月 多田謡子反権力人権賞受賞。
- 2010年 オーストラリア国営放送SBSがドキュメンタリー映画「田中さんはラジオ体操をしない」を放映。
- 2014年6月　脳梗塞で入院し、この年の沖電気株主総会を欠席。早期発見が奏功し、大事には至らず。

## 音楽活動
解雇後、アマチュアのシンガーソングライター（自称 シンガーソングファイター）としてソロ活動を行う。